# Bizan Kawakami
Pour les articles homonymes, voir Kawakami.
Bizan Kawakami (川上 眉山, Kawakami Bizan) (5 mars 1869 – 15 juin 1908) est un romancier japonais de l'ère Meiji.
Son nom véritable est Akira Kawakami (川上 亮, Kawakami Akira). Né dans la préfecture d'Osaka, il quitte l'école des beaux arts de l'Université de Tokyo et rejoint le cercle littéraire Kenyūsha dont la personnalité principale est Ozaki Kōyō. C'est un auteur à succès bien connu. Son œuvre est variée et comprend des poèmes, des carnets de voyage et des romans. Après avoir combattu la montée du naturalisme en littérature, il se suicide.
Aozora Bunko dispose d'une collection numérique de ses œuvres.